# Jüdische Gemeinde Waldwisse

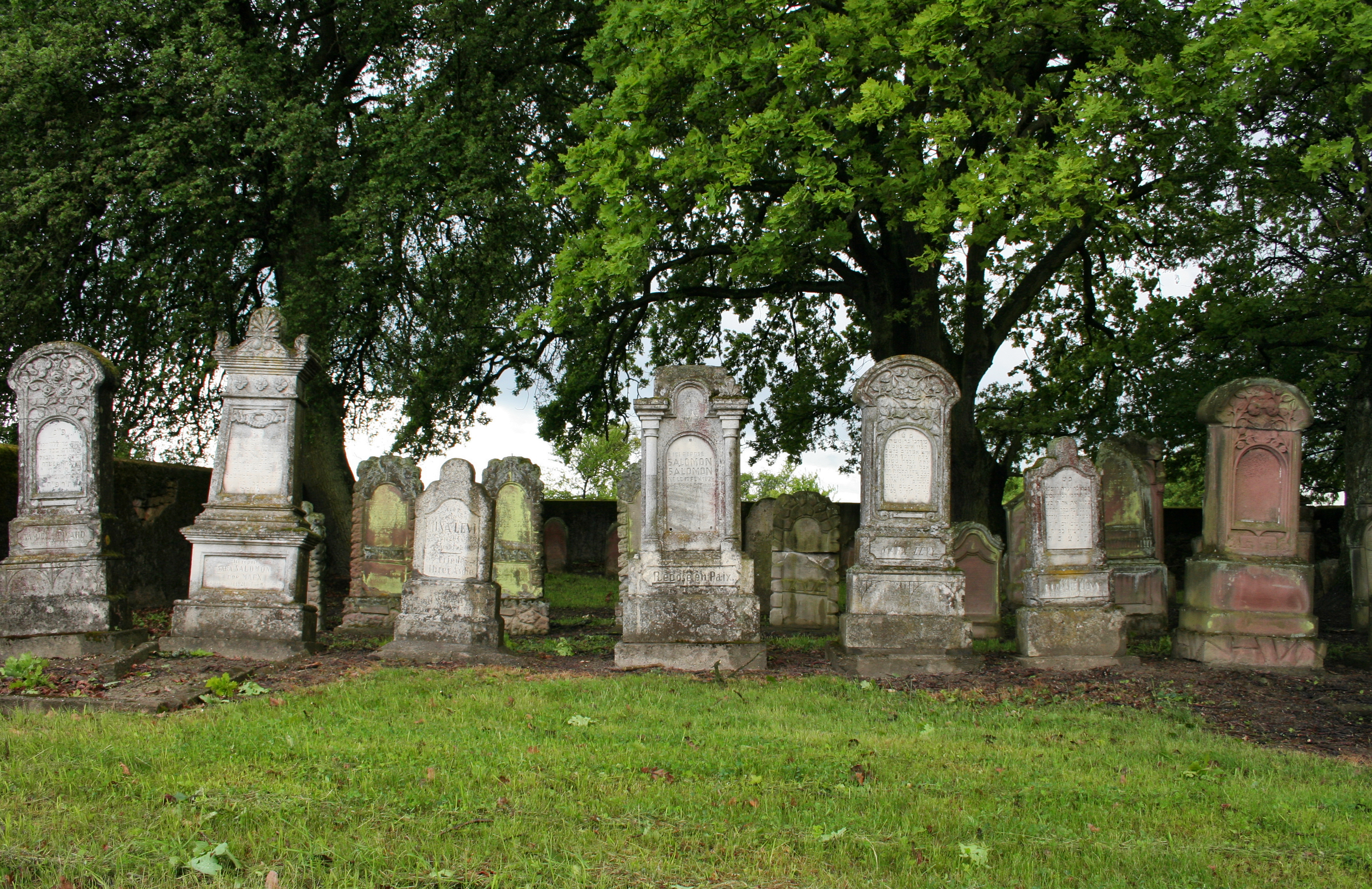
Jüdischer Friedhof in Waldwisse

Eine Jüdische Gemeinde in Waldwisse, einer französischen Gemeinde im Département Moselle in Lothringen, entstand im 19. Jahrhundert.

## Geschichte
Die jüdische Gemeinde von Waldwisse entstand um 1837. Zu diesem Zeitpunkt wurde auch eine Synagoge errichtet, die 1940 von den deutschen Besatzern zerstört wurde. Der Platz der ehemaligen Synagoge wurde bis heute nicht mehr bebaut. Die jüdische Gemeinde gehörte seit ihrer Gründung zum israelitischen Konsistorialbezirk Metz.

## Friedhof
Der jüdische Friedhof von Waldwisse befindet sich am Ortsausgang.